# Аспидови
Аспидовите (Elapidae) са семейство влечуги от разред Люспести (Squamata).
Таксонът е описан за пръв път от германския зоолог Хайнрих Бойе през 1827 година.

## Родове
- Acalyptophis
- Acanthophis – Смъртоносни змии
- Afronaja
- Antaioserpens
- Aspidelaps – Африкански коралови змии
- Aspidomorphus
- Austrelaps
- Boulengerina – Водни кобри
- Brachyurophis
- Bungarus – Крайтове
- Cacophis
- Calliophis – Жлезисти малайски змии
- Cryptophis
- Demansia – Демансии
- Dendroaspis – Мамби
- Denisonia
- Drysdalia
- Echiopsis
- Elapognathus
- Elaps
- Elapsoidea
- Enhydrina
- Furina
- Hemiaspis
- Hoplocephalus – Хоплоцефали
- Hydrelaps
- Laticauda – Плоскоопашати морски змии
- Leioselasma
- Leptomicrurus
- Loveridgelaps
- Micruroides – Аризонски аспиди
- Micrurus – Коралови аспиди
- Naja – Кобри
- Neelaps
- Notechis – Тигрови змии
- Oceanius
- Oxyuranus – Тайпани
- Paranaja
- Parapistocalamus
- Parasuta
- Paroplocephalus
- Pelagophis
- Pseudechis – Австралийски аспиди
- Pseudohaje – Горски кобри
- Pseudolaticauda
- Pseudonaja – Лъжливи кобри
- Rhinelaps
- Rhinoplocephalus
- Rhynchoelaps
- Simoselaps
- Simotes
- Sinomicrurus
- Stephanohydra
- Suta
- Tomogaster
- Toxicocalamus
- Tropidechis
- Vermicella